# Антеш (Румунія)
Антеш (рум. Antăș) — село у повіті Клуж в Румунії. Входить до складу комуни Бобилна.
Село розташоване на відстані 355 км на північний захід від Бухареста, 37 км на північ від Клуж-Напоки.

## Населення
За даними перепису населення 2002 року у селі проживали 55 осіб, усі — румуни. Усі жителі села рідною мовою назвали румунську.